# 閨房哲学
『閨房哲学』（けいぼうてつがく、フランス語: La Philosophie dans le boudoir）は、1795年に出版された、マルキ・ド・サドの小説。『閨房の哲学』とも。

## 概要
15歳の少女ウージェニーと、姉弟で交合するサン・タンジュ夫人、放蕩生活者のドルマンセとの情欲を賛美する対話を軸に展開され、無神論、不倫、近親相姦の肯定などが書かれている。小説の形式が取られているが、登場人物が台詞で自らの思想を長文で論理的に解説する部分に紙面が割かれている。
本書には5枚の挿絵が挿入されており、同一作者であると見られているが、一説には『シル・ブラース物語』や『デカメロン』の挿絵画家であるクロード・ボルネの作であると言われている。